# Jung-gu, Busan
Jung-gu (koreanska: 중구, Centrala distriktet) är ett av de 15 stadsdistrikten (gu) i staden Busan i sydöstra Sydkorea, 300 km sydost om huvudstaden Seoul.

## Administrativ indelning
Jung-gu består av nio stadsdelar (dong).

- Bosu-dong
- Bupyeong-dong
- Daecheong-dong
- Donggwang-dong
- Gwangbok-dong
- Jungang-dong
- Nampo-dong
- Yeongju 1-dong
- Yeongju 2-dong